# プロメテウス火山 (イオ)
プロメテウス火山は、木星の衛星イオにある活火山である。イオの木星に背を向けた半球上、南緯1.52°、西経153.94°に位置する。

## 概要
プロメテウス火山は、「プロメテウス・パテラ」と名付けられた幅28kmの火口と長さ100キロメートルの複合溶岩流からなり、赤みがかった硫黄と円形で明るい二酸化硫黄の火山噴出物の堆積物に囲まれている。この火山は、1979年3月に探査機ボイジャー1号から取得した画像で初めて観測された。その年の後半、国際天文学連合はこの火山をギリシア神話の火の神プロメーテウスにちなんで命名した。
プロメテウス火山は、少なくとも1979年のボイジャー1号との遭遇以来続いている火山噴火の場所である。 ボイジャー1号との遭遇とガリレオによる最初の観測の間に、6,700km2の溶岩流が形成された。後にガリレオがこの溶岩流を観測したところ、特にその西端で、多数の小さなブレイクアウトが発見された。
プロメテウス火山は2つのプルーム噴火の場所である。1つは溶岩流の東端にあるマグマ源噴出孔から噴出する硫黄を多く含む小さなプルーム噴火で、もう1つはもう一方の端にある活発な流れ前線から噴出する高さ75～100kmの二酸化硫黄を多く含むプルームである。 後者は火山全体と溶岩流を取り囲む明るい円形の堆積物を形成している。二酸化硫黄が豊富な噴煙は、流れ場の西端にある溶岩が二酸化硫黄の霜を覆い、加熱して気化させることで生成される。これは複数のブレイクアウトで達成され、目に見える噴煙のためのガスと塵を生成する。プロメテウスの噴煙は、ボイジャー探査機、ガリレオ、ニュー・ホライズンズによって、あらゆる適切な撮像機会で観測されている。